# Maxime Nocher
Maxime Nocher (Cagnes-sur-Mer, 2 de junio de 1994) es un deportista francés que compite en vela en la clase Formula Kite.
Ganó cuatro medallas en el Campeonato Mundial de Formula Kite entre los años 2014 y 2018, y tres medallas en el Campeonato Europeo de Formula Kite entre los años 2016 y 2023.

## Palmarés internacional
| \| Campeonato Mundial \| Campeonato Mundial \| Campeonato Mundial \| Campeonato Mundial \| \| Año \| Lugar \| Medalla \| Clase \| \| ------------------ \| ------------------------ \| ------------------ \| ------------------ \| \| 2014 \| Estambul (Turquía) \| Medalla de oro \| Formula Kite \| \| 2015 \| Gizzeria (Italia) \| Medalla de oro \| Formula Kite \| \| 2016 \| Weifang (China) \| Medalla de oro \| Formula Kite \| \| 2018 \| Aarhus (Dinamarca) \| Medalla de bronce \| Formula Kite \| \| Campeonato Europeo \| \| \| \| \| Año \| Lugar \| Medalla \| Clase \| \| 2016 \| Cagliari (Italia) \| Medalla de oro \| Formula Kite \| \| 2020 \| Puck (Polonia) \| Medalla de plata \| Formula Kite \| \| 2023 \| Portsmouth (Reino Unido) \| Medalla de plata \| Formula Kite \| |                          |                   |              |
| Campeonato Mundial |                          |                   |              |
| Año | Lugar                    | Medalla           | Clase        |
| 2014 | Estambul (Turquía)       | Medalla de oro    | Formula Kite |
| 2015 | Gizzeria (Italia)        | Medalla de oro    | Formula Kite |
| 2016 | Weifang (China)          | Medalla de oro    | Formula Kite |
| 2018 | Aarhus (Dinamarca)       | Medalla de bronce | Formula Kite |
| Campeonato Europeo |                          |                   |              |
| Año | Lugar                    | Medalla           | Clase        |
| 2016 | Cagliari (Italia)        | Medalla de oro    | Formula Kite |
| 2020 | Puck (Polonia)           | Medalla de plata  | Formula Kite |
| 2023 | Portsmouth (Reino Unido) | Medalla de plata  | Formula Kite |